# Michael Buffer
Michael Buffer (Filadelfia, 2 novembre 1944) è un telecronista sportivo, attore e ring announcer statunitense.

## Biografia
Oltre a essere conosciuto per il suo slogan Let's get ready to rumble!, è noto per uno stile distinto e pionieristico nell'annunciare gli atleti, attività in cui pronuncia lungamente certe lettere e aggiunge altre inflessioni. Il suo fratellastro è l'annunciatore della UFC Bruce Buffer.